# マツダ本社工場連続殺傷事件

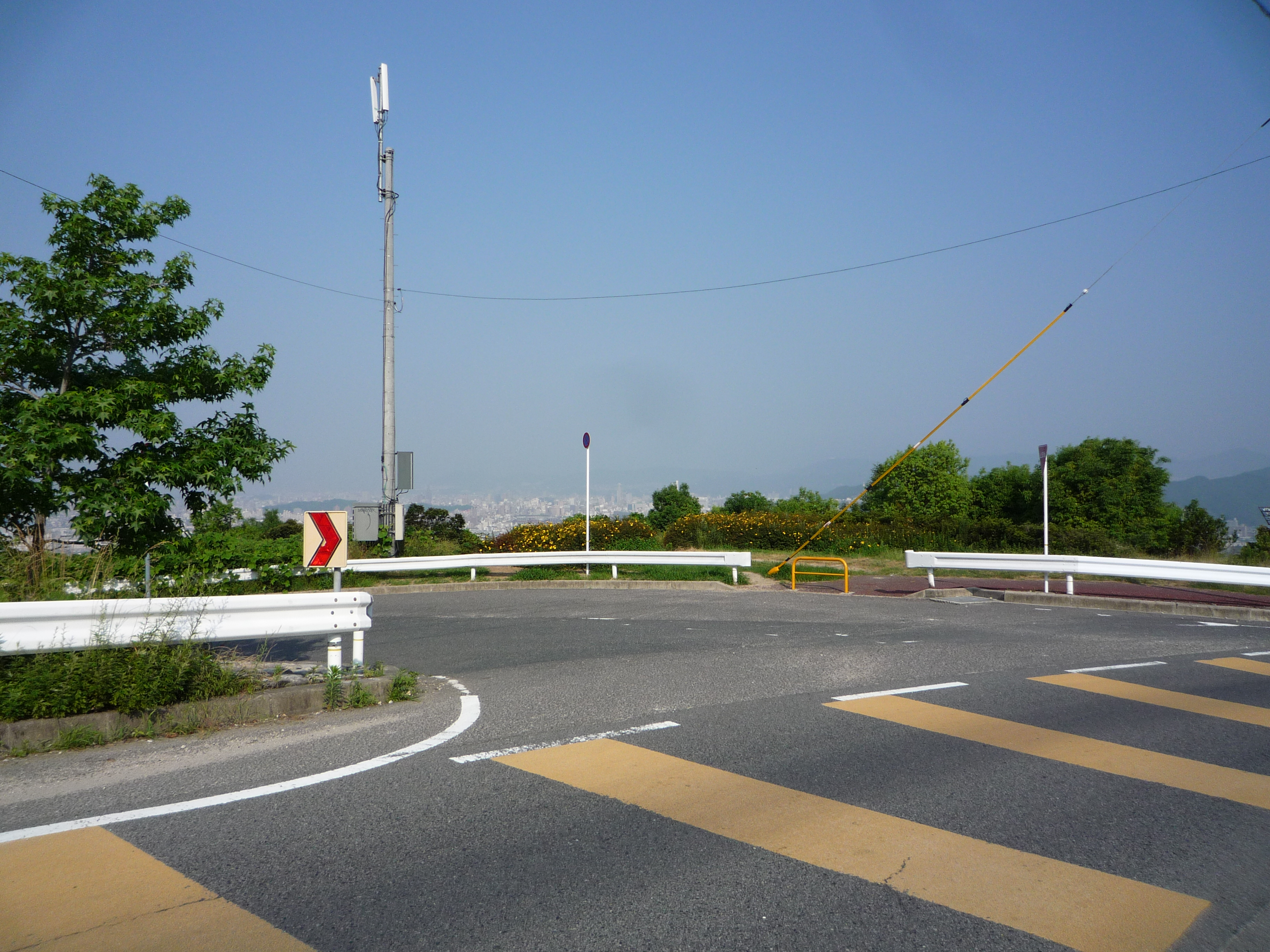
被疑者が確保された場所

マツダ本社工場連続殺傷事件（マツダほんしゃこうじょうれんぞくさっしょうじけん）は、2010年（平成22年）6月22日に広島市南区及び安芸郡府中町にあるマツダの本社工場で発生した通り魔事件である。
この事件で12人が被害に遭い、1人が死亡、11人が重軽傷を負った。
なお、以下に記載されている年齢はすべて事件当時のものである。

## 事件の概要
2010年（平成22年）6月22日午前7時35分頃、広島市南区仁保沖町のマツダ本社宇品工場の東正門前で、ファミリアS-ワゴンに乗った犯人が2人をはねた。警備員の制止を振り切って敷地内に進入、周回して5人をはねた。さらに社内橋東洋大橋で猿猴川を越え、800m離れた本社工場にも侵入し4人をはねた。工場内を約10分間、距離は約5km、平均時速約40kmで暴走し、7時45分ごろ、南区大州の北門より逃走した。
犯人は北門逃走より40分後、北東に4.6kmほど離れた府中町畑賀峠（瀬戸ハイム上）で「わしがやった」と110番通報。駆けつけた広島東警察署
の警察官が、殺人未遂罪及び包丁を隠し持っていたとして、8時23分に犯人を銃砲刀剣類所持等取締法違反で現行犯逮捕した。
工場の始業は午前8時15分であり、事件の起きた時間は丁度、夜勤と日勤の従業員が入れ替わる時間帯であった。

## 犯人
現行犯逮捕された被疑者は同市安佐南区上安二丁目に住む42歳の派遣社員の男で、マツダの元期間従業員だった。
マツダによれば、犯人は2010年（平成22年）3月25日に6ヶ月契約の期間社員として入社、4月1日から同工場でバンパーの製造業務に当たっていたが、14日になって自己都合退職した。男はマツダ工場で同僚から集団ストーカー行為をされたとして、マツダが嫌がらせを止めなかったので、マツダに復讐しようとしたと供述しているが、警察の捜査では嫌がらせの事実は確認できず、被害妄想による思い込みと判断された。犯行現場ではブレーキ痕がほとんど発見されておらず、ファミリアS-ワゴンはフロントガラスが大きく破損し、ボンネットも変形しているという。
また、「2008年（平成20年）6月8日の秋葉原通り魔事件のようにしてやろうと思った、マツダの従業員なら誰でもよかった」などと供述している。犯行前には知人に対して「僕は負け組」などと述べるなど精神的に不安定な状態にあったとされており、犯行後には「たった今、マツダへの長年の恨みを晴らした。わしは死刑になるじゃろう」「わしはとうとう秋葉原を超えたよ」などと話していた。6月23日に男は殺人未遂と銃刀法違反の疑いで広島地方検察庁に送致された。
男は車好きが高じて車を何度も買い替えて多重債務に陥り、2008年5月に自己破産している。アパートには4月から干したままの洗濯物などもあり、生活にかなり困窮していたのではないかとされている。

## 被害者
| 被害順                                                            | 住所           | 被害者 | 被災区画 | 被災場所         | 被災状況 | 負傷（11名） 死亡（1名）はねられた場所と車の経路。容疑者は東正門から侵入し、宇品工場内を走行。さらに社内橋東洋大橋で猿猴川を越え、府中工場を一周。この過程で12名がはねられ、内1名が死亡した。 |
| 1                                                                 | 広島市南区     | 50歳   | 宇品工場 | 東正門           | 軽傷     | 負傷（11名） 死亡（1名）はねられた場所と車の経路。容疑者は東正門から侵入し、宇品工場内を走行。さらに社内橋東洋大橋で猿猴川を越え、府中工場を一周。この過程で12名がはねられ、内1名が死亡した。 |
| 1                                                                 | 広島市南区     | 22歳   | 宇品工場 | 東正門           | 軽傷     | 負傷（11名） 死亡（1名）はねられた場所と車の経路。容疑者は東正門から侵入し、宇品工場内を走行。さらに社内橋東洋大橋で猿猴川を越え、府中工場を一周。この過程で12名がはねられ、内1名が死亡した。 |
| 2                                                                 | 広島市中区     | 36歳   | 宇品工場 | プラスチックB棟  | 重傷入院 | 負傷（11名） 死亡（1名）はねられた場所と車の経路。容疑者は東正門から侵入し、宇品工場内を走行。さらに社内橋東洋大橋で猿猴川を越え、府中工場を一周。この過程で12名がはねられ、内1名が死亡した。 |
| 2                                                                 | 広島市南区     | 36歳   | 宇品工場 | プラスチックB棟  | 軽傷     | 負傷（11名） 死亡（1名）はねられた場所と車の経路。容疑者は東正門から侵入し、宇品工場内を走行。さらに社内橋東洋大橋で猿猴川を越え、府中工場を一周。この過程で12名がはねられ、内1名が死亡した。 |
| 3                                                                 | 東広島市       | 38歳   | 宇品工場 | プレス棟         | 軽傷     | 負傷（11名） 死亡（1名）はねられた場所と車の経路。容疑者は東正門から侵入し、宇品工場内を走行。さらに社内橋東洋大橋で猿猴川を越え、府中工場を一周。この過程で12名がはねられ、内1名が死亡した。 |
| 4                                                                 | 広島市安佐南区 | 19歳   | 宇品工場 | ツーリングA棟    | 軽傷入院 | 負傷（11名） 死亡（1名）はねられた場所と車の経路。容疑者は東正門から侵入し、宇品工場内を走行。さらに社内橋東洋大橋で猿猴川を越え、府中工場を一周。この過程で12名がはねられ、内1名が死亡した。 |
| 4                                                                 | 広島市南区     | 29歳   | 宇品工場 | ツーリングA棟    | 重傷入院 | 負傷（11名） 死亡（1名）はねられた場所と車の経路。容疑者は東正門から侵入し、宇品工場内を走行。さらに社内橋東洋大橋で猿猴川を越え、府中工場を一周。この過程で12名がはねられ、内1名が死亡した。 |
| 5                                                                 | 広島市南区     | 22歳   | 本社工場 | 鋳造A棟          | 軽傷     | 負傷（11名） 死亡（1名）はねられた場所と車の経路。容疑者は東正門から侵入し、宇品工場内を走行。さらに社内橋東洋大橋で猿猴川を越え、府中工場を一周。この過程で12名がはねられ、内1名が死亡した。 |
| 6                                                                 | 広島市安佐南区 | 26歳   | 本社工場 | 1号館玄関        | 軽傷入院 | 負傷（11名） 死亡（1名）はねられた場所と車の経路。容疑者は東正門から侵入し、宇品工場内を走行。さらに社内橋東洋大橋で猿猴川を越え、府中工場を一周。この過程で12名がはねられ、内1名が死亡した。 |
| 6                                                                 | 広島市安佐南区 | 26歳   | 本社工場 | 1号館玄関        | 軽傷     | 負傷（11名） 死亡（1名）はねられた場所と車の経路。容疑者は東正門から侵入し、宇品工場内を走行。さらに社内橋東洋大橋で猿猴川を越え、府中工場を一周。この過程で12名がはねられ、内1名が死亡した。 |
| 7                                                                 | 広島市安佐南区 | 22歳   | 本社工場 | 協力会センター前 | 軽傷     | 負傷（11名） 死亡（1名）はねられた場所と車の経路。容疑者は東正門から侵入し、宇品工場内を走行。さらに社内橋東洋大橋で猿猴川を越え、府中工場を一周。この過程で12名がはねられ、内1名が死亡した。 |
| 8                                                                 | 東広島市       | 39歳   | 本社工場 | 装備A棟          | 死亡     | 負傷（11名） 死亡（1名）はねられた場所と車の経路。容疑者は東正門から侵入し、宇品工場内を走行。さらに社内橋東洋大橋で猿猴川を越え、府中工場を一周。この過程で12名がはねられ、内1名が死亡した。 |
| 計12名、うち死亡1名、重軽傷11名。被害者の性別は全員男性であった。 |                |        |          |                  |          | 負傷（11名） 死亡（1名）はねられた場所と車の経路。容疑者は東正門から侵入し、宇品工場内を走行。さらに社内橋東洋大橋で猿猴川を越え、府中工場を一周。この過程で12名がはねられ、内1名が死亡した。 |

11名がはねられ、1名が肩からかけていたショルダーバッグを車にひっかけられた。バッグを引っ掛けられた男性を除く11名が病院に搬送された。9人がマツダ病院に、2名が広島市中区と安芸区の病院に搬送された。被害者12名の内、1名（39歳）が死亡、重傷2名（36歳・29歳）及び軽傷2名（19歳・26歳）が入院、その他の軽傷7名。
被害状況は6月22日および24日に広島県警が発表したものである。なお、被害者12人全員に広島中央労働基準監督署により労働災害と認定されている。

## 裁判
本件で男は殺人罪に問われ、広島地検は裁判上、刑事責任能力が争点になると想定し、2010年7月から約3カ月間に渡って本格的な精神鑑定を行った。結果、犯行時の責任能力を認める鑑定結果が出ており、広島地検は事件前後に論理的に行動している点も考慮し、責任能力に問題はないと判断、2010年10月29日に殺人、殺人未遂、銃砲刀剣類所持等取締法違反の罪で起訴した。しかし、争点をめぐる意見の違いから被告人と弁護団の調整が長引き、また、度重なる精神鑑定要請が行われたこともあって、一審の初公判が2012年1月と大幅に遅れることとなった。
一審は裁判員裁判となったが、その審議過程で被告人が被害者遺族に支払われた保険金を要求するなどの特異な行動が明らかになっている。
2012年（平成24年）1月26日、広島地方裁判所（伊名波宏仁裁判長）で裁判員裁判初公判が開かれ、罪状認否で被告人は、8人目まではファミリアS-ワゴンではねた行為を認めたが、死者を含む9～12人目については「覚えておらず認めない」と述べて起訴事実を一部否認した。
冒頭陳述で検察官は、被告人の捜査段階の精神鑑定で完全責任能力を認める結果が出たことや人通りの多い出勤時間帯を狙ったことなどから刑事責任能力があったと述べた。一方、弁護人は、事件当時の被告人について「当時は心神喪失状態だった」と無罪を主張した。また、刑事責任能力が認められた場合には「車を人にぶつける行為は殺人にあたらず、傷害致死か暴行の罪が適用されるべきだ」と述べて殺人罪にはあたらないと主張した。
同日の公判で被告人は「マツダ従業員の集団ストーカー行為がなければ、事件は起こしとらん」と持論を述べ、裁判員に対しては「素人の考えで質問し、意見を述べてください」と要望を出した。また、証人尋問では、被害者に対して「わしに直接言いたいことはないか」と叫んだため、裁判長に窘められる場面もあった。
2012年（平成24年）2月24日、論告求刑公判が開かれ、検察官は「通常の責任能力があったのは明らか。極めて自分本位で身勝手。反社会的といえる」として被告人に無期懲役を求刑した。同日の最終弁論で弁護人は「被告は社員から集団ストーカー行為を受けたという妄想にとらわれていた」と述べて改めて心神喪失状態による無罪を主張し、結審した。
論告に先立ち死亡した男性の遺族は意見陳述で「法律で裁いてもらわないと遺族の怒り、悲しみ、苦しみは拭えない。願いは極刑しかない」「生きたかった無念な主人、苦しい思いをしている遺族に比べ、身勝手な被告人が当たり前のように生活していて許せない」と述べて被告人に死刑を求めた。
2012年（平成24年）3月9日、広島地裁（伊名波宏仁裁判長）で判決公判が開かれ、裁判長は「事件当時、妄想性障害の影響はあったが、犯行には悲観的、攻撃的な性格が強く関連しており、完全責任能力はあった」と述べて被告人の完全責任能力を認めた上で「計画的、非情で、極めて危険な犯行。死刑の選択も検討されるべき事案だ」として求刑通り無期懲役の判決を言い渡した。この判決に対して被告人は「『マツダ従業員による嫌がらせ』が『妄想』と判断されたこと」を不服として控訴した。
2013年（平成25年）3月11日、広島高等裁判所（木口信之裁判長）は「被告に殺意があり、完全責任能力があると認めた一審判決に不合理があるとは認められず、法令適用の誤りもみられない」とした上で「犯行には妄想性障害も影響したが、性格や人生観に基づく部分が大きい。心神耗弱状態だったと鑑定医が認めても裁判所の判断は拘束されない」として一審・広島地裁の無期懲役の判決を支持、被告側の控訴を棄却した。
2013年（平成25年）9月24日、最高裁判所第二小法廷（千葉勝美裁判長）は被告側の上告を棄却する決定を出したため、一審・二審の無期懲役の判決が確定した。

## 事件に対する社内への影響
事件発生により、工場は一時操業停止したが、同日9時に操業再開した。社内には5箇所献花所が設けられた。事件の翌日の23日に行われた株主総会で警備体制に対する意見が出て、事件の再発防止に全力を尽くす方針を示した。それに関連して、入退場に対する警備強化をする方針であると報道された。また、事件発生の22日よりCMを自粛していることが24日に判明した。

## 現場周辺
マツダ本社工場は宇品工場地区と本社工場地区に分かれ、社内橋の東洋大橋で結ばれている。敷地面積は2,247千平方メートル、建物延面積は1,796千平方メートルで、約15,000人の従業員が働いている。

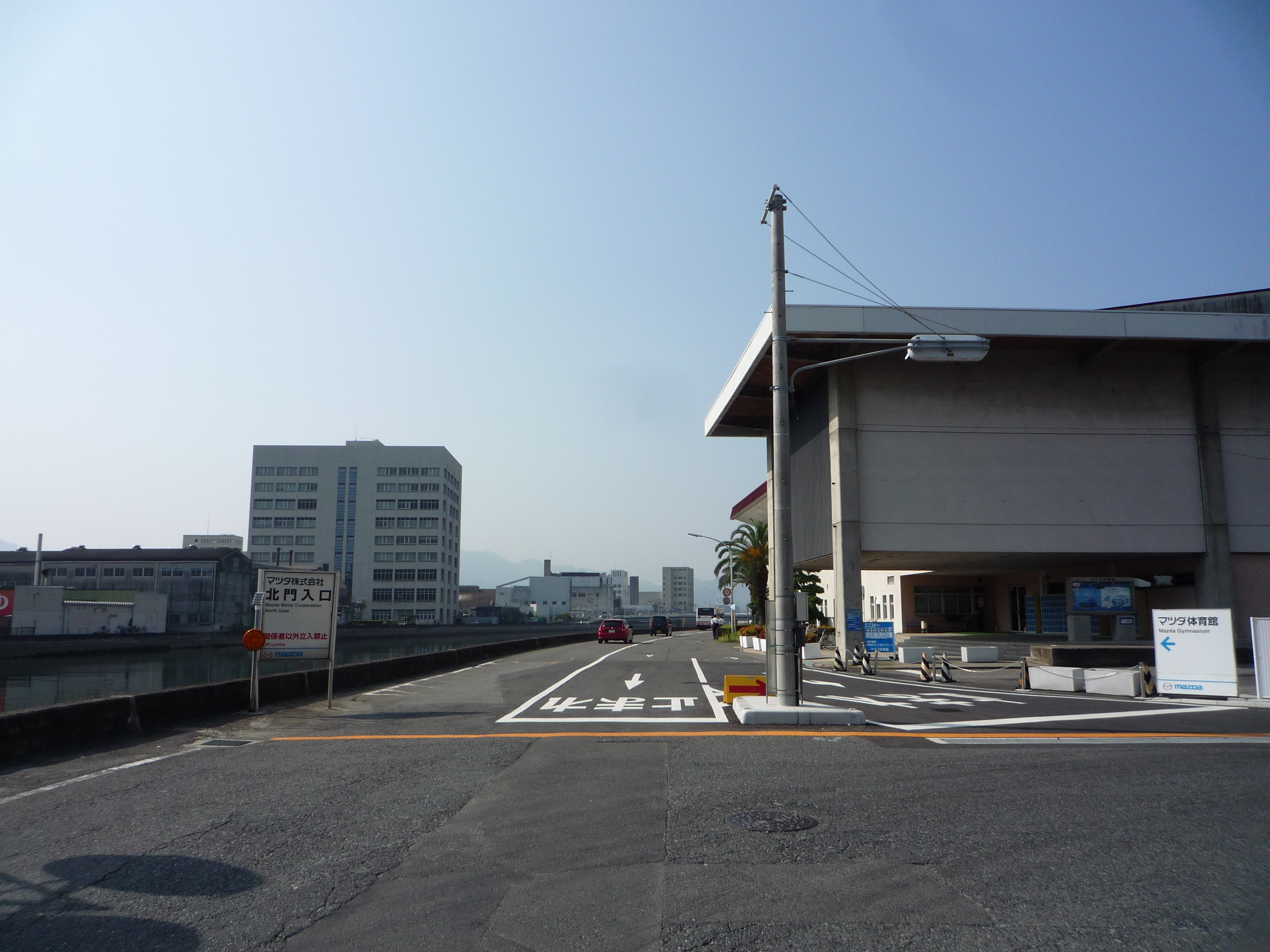
容疑者が逃走した北門
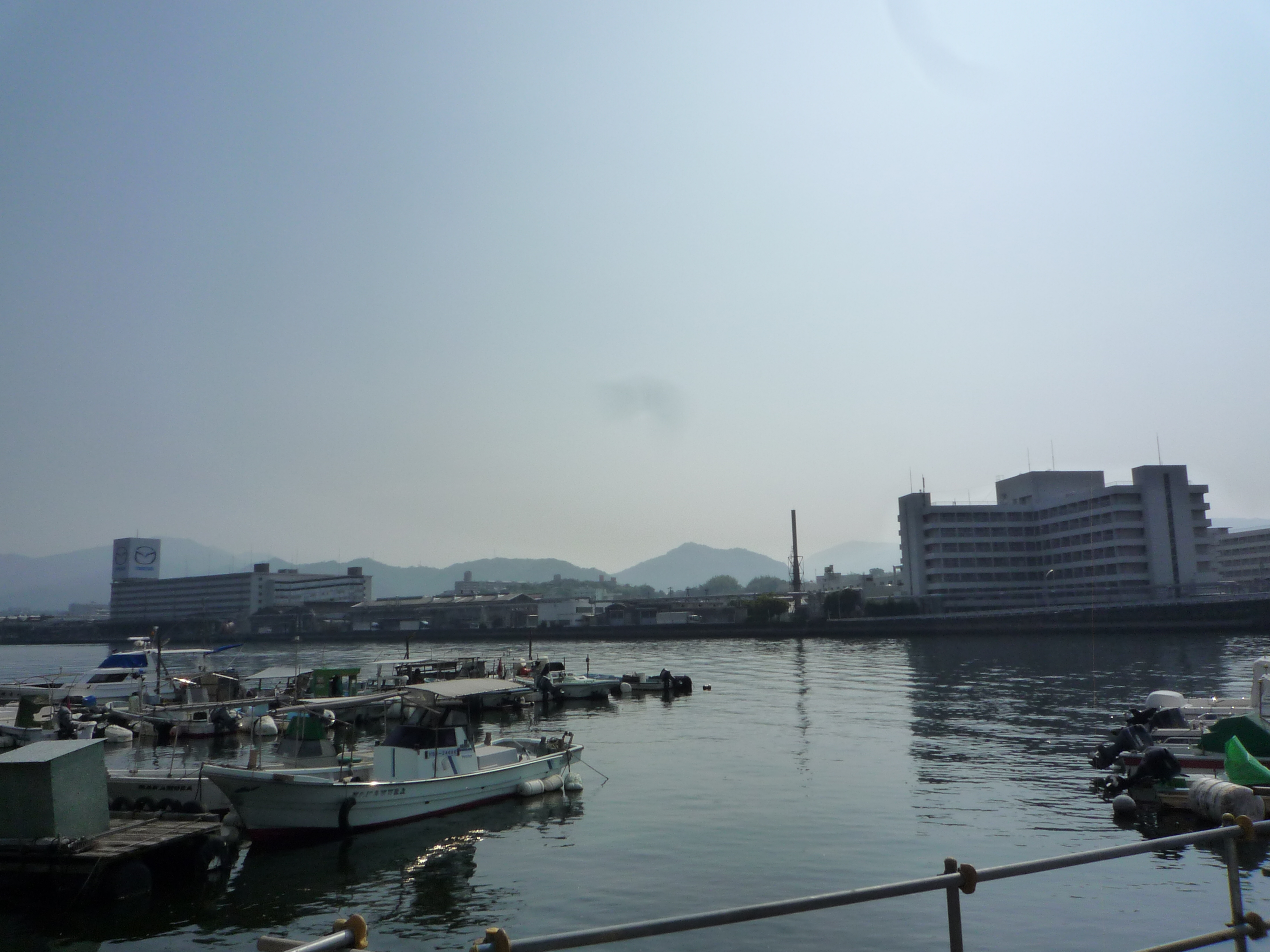
事件が起こったマツダ構内（本社地区）
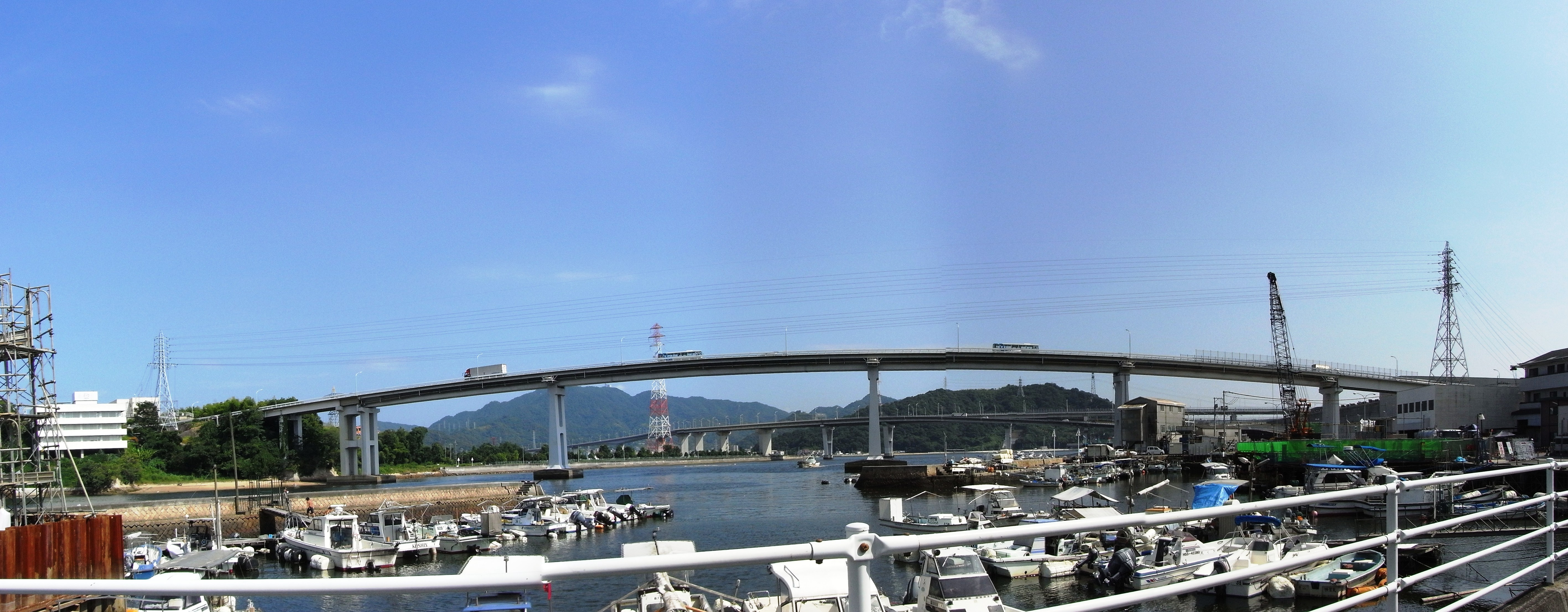
東洋大橋
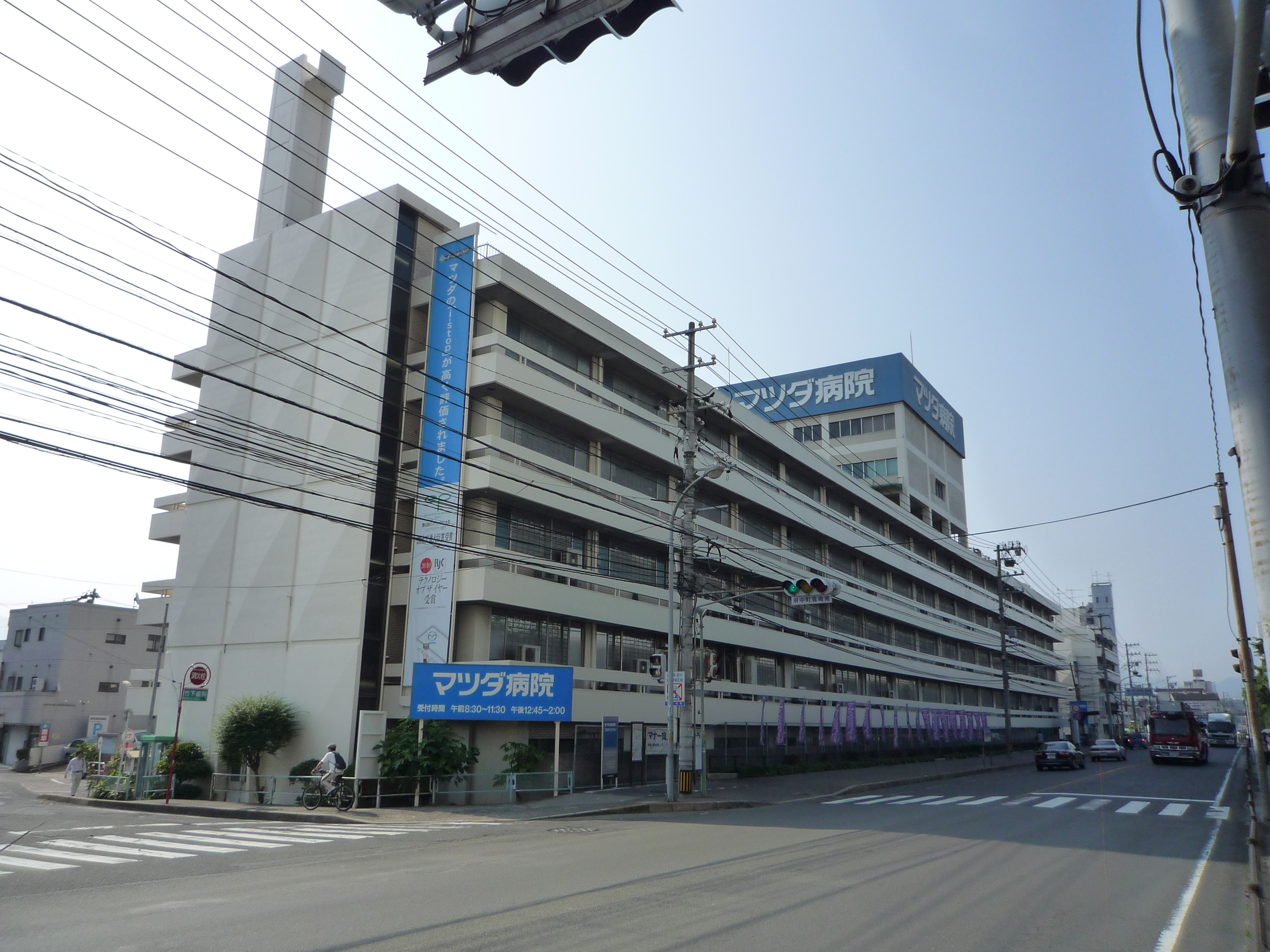
けが人が多く搬送されたマツダ病院